# Goodnight, Vienna
Goodnight, Vienna é um filme musical britânico de 1932, dirigido por Herbert Wilcox.